# کارمیرخاراب
کارمیرخاراب یک روستا در ارمنستان است که در استان گغارکونیک واقع شده‌است. در کیلومتری شمال گاوار، مرکز استان گغارکونیک واقع شده است.